# Apage
Apage (starogrčki: ἄπαγε) je starogrčka riječ koja se koristila kao uzvik u imperativu te znači: Odlazi!

## U kršćanstvu

### Tjeranje Sotone
Izraz apage satanas ili apage, Satanas! u Novom zavjetu rabi Isus Krist prilikom tjeranja Sotone u Judejskoj pustinji u vrijeme kušnje. Naime, nakon krštenja Isus se povlači u pustinju na četrdeset dana da se pripremi na svoje javno djelovanje. Sotona dolazi do njega i triput ga iskušava, ali Isus ga triput odbija i otjera Sotonu riječima Apage, Satanas, tj. "Odlazi, Sotono".

### U suvremenom kršćanstvu
Koristi se kao običajena formula pri egzorcizmu u Istočnoj i Zapadnoj Crkvi.

## Današnje značenje
Danas izraz obično sadrži samo aluziju na nekadašnje magično značenje te često ima i šaljiv prizvuk.

## Unutarnje poveznice
- Isusova kušnja

- Egzorcizam

- Sotona